# 미요시씨
미요시 씨(일본어: 三好氏 미요시시[*])는 일본의 씨족이다. 가와치 겐지(河内源氏)의 일족으로 가마쿠라 시대(鎌倉時代)에 아와(阿波)의 슈고(守護)를 지낸 오가사와라씨의 후예다. 무로마치 시대에는 아와 슈고다이(守護代)를 맡고 센고쿠 시대에는 시코쿠 동부 뿐 아니라 기나이 일대에 큰 세력을 가진 센고쿠 다이묘가 되었다.

## 역사

### 미요시 씨의 출자
미요시 씨의 혼세는 겐지(源氏)로 세이와 겐지(清和源氏)의 분파인 가와치 겐지의 명문 오가사와라 씨(小笠原氏, 시나노 겐지信濃源氏)의 서류(庶流)로 가마쿠라 시대 조큐의 난(承久の乱)에서 사사키 씨(佐々木氏)를 대신해 아와 슈고(阿波守護)가 되었던 아와 오가사와라 씨(阿波小笠原氏)의 먼 후예이다. 아와의 미요시 군(三好郡)을 본거지로 하였으므로 미요시 씨(三好氏)를 칭하였다. 다만 이요국(伊予国)이나 구메(久米)의 지명에 깊이 관련이 있다고 보아 일족의 인물이 구메 씨(久米氏)를 칭하였기 때문에 실제 출자는 고대 이래의 구미노 구니노미야쓰코(久味国造)로 그 일족의 후손인 구메노 아타이(久米直)에서 갈라져 나온 씨족으로 보는 설도 있다.
가마쿠라 시대 후기에는 이미 그 이름이 아와 국내에서 곳곳에 보이고 있었다. 난보쿠초 시대(南北朝時代) 초기에는 남조측으로써 활동하였으며 북조측의 호소카와 씨(細川氏)와 대립하고 있던 시기도 있었다. 그러나 남조가 불리해지자 호소카와 씨가 무로마치 막부(室町幕府) 내부에서도 세력을 확대하고 강대화되자 이를 따랐다. 아와에서는 호소카와 씨의 서류의 하나인 아와 호소카와 가(阿波細川家)가 대대로 슈고를 맡았고, 미요시 씨는 그 아와 호소카와 씨의 피관(被官)으로써 세력을 떨쳤다.

### 미요시 유키나가와 호소카와 스미모토

#### 메이오 정변
조로쿠(長禄) 2년(1458년)에는 지용을 겸비한 무장이라는 칭송을 받던 미요시 유키나가(三好之長)가 등장하였다. 유키나가의 휘는 아와 호소카와 가의 호소카와 나리유키(細川成之)의 이름자 한 자를 받은 것으로 유키나가 자신은 간레이(管領) ・ 호소카와 가쓰모토(細川勝元)를 따라 오닌의 난(応仁の乱)에 동군(東軍)으로 참가하기도 하였다. 가쓰모토의 아들 마사모토(政元)의 양자로 아와 호소카와 가의 스미모토(澄元)가 입적되자, 이를 지지하며 각지를 전전하면서 무공을 쌓고 기나이(畿内)에서도 큰 영향력을 지녔다. 유키나가는 호소카와 경조가(細川京兆家)의 직속 신하로 편성되었으며 아와 호소카와 가(阿波細川家)와의 주종관계는 그 뒤로도 계속 해서 양속적인 형식을 띠었다. 호소카와 마사모토는 당시의 실력자로써, 제10대 쇼군(将軍) ・ 아시카가 요시키(足利義材, 훗날 아시카가 요시타다義尹, 다시 요시타네義稙로 이름을 바꾸었다)를 쫓아냈다. 메이오 정변(明応の政変)이라고 하는 사건으로 제11대 쇼군 ・ 아시카가 요시타카(足利義高, 훗날 요시즈미로 이름을 바꿈)를 옹립한 뒤 「반(半) 쇼군」이라고까지 불릴 정도였으나, 친아들이 없었던 스미유키(구조 가九条家), 스미모토(아와 호소카와 가), 다카쿠니(高国, 노슈 호소카와 가野州細川家)를 양자로 맞아들였다. 그리고 유키나가는 호소카와 스미유키의 집사(執事)로 야마시로(山城)의 슈고다이였던 고자이 모토나가(香西元長)와 반목하고 있었다.
에이쇼(永正) 4년(1507년), 호소카와 스미유키와 고자이 모토나가는 호소카와 마사모토를 살해하고 호소카와 경조가(細川京兆家)의 가독을 강탈하였다. 이를 에이쇼 소란(永正の錯乱)이라고 한다. 그 뒤 방해가 되던 양자 호소카와 스미모토와 미요시 유키나가를 차례로 습격하여 오미(近江)로 쫓아버린 스미유키는 거꾸로 동족 호소카와 다카쿠니나 호소카와 히사하루(細川尚春)、호소카와 마사카타(細川政賢) 등의 반격으로 전사하였다. 유키나가 등은 오미에서 교토로 돌아와 스미모토와 함께 권세를 장악하게 된다.

#### 호소카와 다카쿠니, 오우치 요시오키와의 전투
그러나 그해 11월、스오(周防)로 유배되다시피 했던 전임 쇼군 아시카가 요시타다(足利義尹)가 스오의 슈고 다이묘 오우치 요시오키(大内義興)에게 옹립되어 교토 상경전을 개시하였다. 호소카와 스미모토는 오우치 요시오키와의 화친을 도모하였으나, 호소카와 다카쿠니가 오우치측에 돌아서버렸기 때문에 파열되고, 아시카가 요시즈미(足利義澄)、호소카와 스미모토、미요시 유키나가는 오미로 달아나고, 오우치 요시오키는 교토 입성에 성공, 아시카가 요시타다는 다시 쇼군으로 복귀한다. 에이쇼 6년(1509년) 호소카와 스미모토와 미요시 유키나가는 교토를 공격하였지만 오히려 다카쿠니와 요시오키의 반격으로 패하고 아와로 도망쳐야 했다. 이를 뇨이가타케 전투(如意ヶ嶽の戦い)라고 한다.
에이쇼 8년(1511년) 7월, 호소카와 스미모토는 제11대 쇼군 ・ 아시카가 요시즈미、아카마쓰 요시무라(赤松義村, 하리마)、호소카와 히사하루(아와지) 등과 제휴하여 함께 사카이(堺)에 상륙, 후카이 성(深井城)의 합전에서 승리하고 교토를 탈환하였다. 그러나 그해 8월에 아시카가 요시즈미가 사망하고 미요시 유키나가 등은 재기한 호소카와 다카쿠니와 오우치 요시오키와의 전투인 후나오카 산 합전(船岡山合戦)에서 패하고 아와로 도망쳐 돌아왔다. 오우치 요시오키는 교토 상경을 완수하고 간레이다이(管領代)로 임명되었다. 통설에서는 미요시 유 키나가는 스미모토와 동행해서 전투에 참전하였다고 여겨져 왔으나, 최근의 연구에서는 스미모토의 할아버지로 아와 호소카와 가의 실권을 쥐고 있던 호소카와 나리유키가 출전을 시기상조로 판단하여 반대하였고, 나리유키의 동향을 따른 유키나가는 출전을 거부하였다고 여겨지고 있다. 또한 이 시기의 유키나가는 나리유키의 의향에는 따르면서도 스미모토와 다카쿠니 사이의 싸움에서는 다카쿠니와 내통하고 있었던 흔적도 지적되고 있다.
후나오카 산 합전 이후 호소카와 다카쿠니는 호소카와 히사하루의 항복을 받아들이고 아와 1국을 넘겨주는 조건으로 자신의 편으로 끌어들이는데 성공하였다. 이는 아와 호소카와 가나 미요시 유키나가에게 있어서도 가벼이 보아 넘길 상황은 아니었고, 출전 여부를 둘러싸고 일시 사이가 나빠졌던 유키나가와 호소카와 스미모토는 화해한 뒤에 에이쇼 14년(1517년)에 유키나가는 아와지(淡路)로 쳐들어가 호소카와 히사하루를 내쫓고 아와지를 손에 넣는데 성공하였다.
에이쇼 15년(1518년) 8월에 군사력으로는 주력이었던 오우치 요시오키는 이즈모(出雲)의 아마고 쓰네히사(尼子経久)의 세력이 확대되어 이와미(石見)、아키(安芸)、스오를 위협하기 시작하였으므로 스오로 귀국하여야 했다. 오우치 요시오키가 교토에 머물렀던 기간은 10년에 달했고, 군사력의 중심축을 잃은 호소카와 다카쿠니의 기반은 흔들리게 되었다.

#### 호소카와 다카쿠니, 롯카쿠 사다요리와의 전투
에이쇼 17년(1520년) 1월에 호소카와 스미모토 ・ 미요시 유키나가가, 호소카와 다카쿠니의 영지인 셋쓰(摂津)로 쳐들어가 시타다나카 성주(下田中城主) ・ 이케다 노부마사(池田信正)의 협력을 얻어 가와라바야시 마사요리(瓦林正頼)가 농성하고 있던 고시미즈 성(越水城)을 공략하였다. 제10대 쇼군 ・ 아시카가 요시타네도 스미모토와 통하였으므로 호소카와 다카쿠니는 단독으로 오미 사카모토(坂本)로 달아났고, 미요시 유키나가는 교토를 탈환하였다.
그러나 그 해 5월에 호소카와 다카쿠니는 오미의 롯카쿠 사다요리(六角定頼)와 단바(丹波)의 나이토 사다마사(内藤貞政)의 원군을 얻어 교토 상경전을 개시하였다. 이에 대해 스미모토 ・ 유키나가 등은 병사를 모으려 했으나 뜻대로 되지 않았고, 유키나가는 도지인 전투(等持院の戦い)에서 패하고 체포되어 자결, 셋쓰 이타미 성(伊丹城)에 거하고 있던 스미모토도 아와로 패주하였다. 6월, 호소카와 스미모토도 아와에서 병으로 사망하였다. 롯카쿠 사다요리는 교토 상경을 완수하였고, 훗날 간레이다이로 임명되었다.

### 미요시 모토나가와 호소카와 하루모토

#### 호소카와 다카쿠니 ・ 우라가미 무라무네 ・ 아사쿠라 소테키와의 전투
에이쇼 18년(1521년), 호소카와 다카쿠니와 제10대 쇼군 ・ 아시카가 요시타네와의 관계는 험악해졌고, 요시타네가 사카이로 달아나버리자 아카마쓰 가의 실권을 쥔 하리마(播磨)의 우라가미 무라무네(浦上村宗)의 보호를 받고 있던 전임 쇼군 아시카가 요시즈미(足利義澄)의 아들 ・ 아시카가 요시하루(足利義晴)가 제12대 쇼군으로 보임되었다. 아시카가 요시타네는 다이에이(大永) 3년(1523년)에 도망 중이던 아와에서 사망하였다.
다이에이 6년(1526년)에 호소카와 다카쿠니가 가신 고자이 모토모리(香西元盛)를 살해하고 호소카와 집안에 내분이 일어나자, 미요시 유키나가의 손자 모토나가(元長)는 호소카와 스미모토의 아들 하루모토(晴元)와 제12대 쇼군 ・ 아시카가 요시하루와 함께 제11대 쇼군 아시카가 요시즈미의 아들로 후나오카 산 합전 이후 아와 호소카와 가의 비호를 받고 있던 사카이 구보(堺公方) 아시카가 요시쓰나(足利義維)를 옹립하고 다이에이 7년(1527년)에 가쓰라가와라 전투(桂川原の戦い)에서 다카쿠니를 쳐부수고 교토를 탈환하였다. 아시카가 요시하루는 호소카와 다카쿠니와 함께 오미로 달아났다.
다이에이 7년(1527년), 쇼군 ・ 아시카가 요시하루와 호소카와 다카쿠니는 에치젠(越前)의 아사쿠라 소테키(朝倉宗滴)의 지원을 받아 교토 상경을 완수하였다. 센쇼지구치 전투(川勝寺口の戦い)이다. 그러나 이듬해 다이에이 8년(1528년) 불화로 인해 아사쿠라 소테키가 에치젠으로 돌아가 버리고 교토는 호소카와 하루모토와 미요시 모토나가가 탈환하였다. 7월, 미요시 모토나가는 이제까지의 공적으로 야마시로의 슈고다이로 임명되었지만, 이듬해인 교로쿠(享禄) 2년(1529년)에는 새로이 동료가 된 야나기모토 가타하루(柳本賢治) 등과 사이가 악화되어 아와에 틀어박혀버렸다.
교로쿠 3년(1530년)에 야나기모토 가타하루가 하리마 출전 도중에 진중에서 암살되고, 아시카가 요시하루와 호소카와 다카쿠니는 우라가미 무라무네나 이세(伊勢)의 기타바타케 하루토모(北畠晴具)와 제휴, 교토 상경에 성공하였다.
교로쿠 4년(1531년), 호소카와 하루모토는 사카이 구보후(堺公方府)의 방위를 위해 미요시 모토나가를 불러들였고, 우라가미 무라무네의 군세를 저지시키는데 성공, 셋쓰 나카지마(中嶋)에서 전선은 교착상태가 되었다. 그러나 갑자기 우라가미 씨의 주력인 아카마쓰 마사노리(赤松政祐)가 호소카와 하루모토측에 내응해 호소카와 다카쿠니 ・ 우라가미 무라무네 군을 배후에서 공격했고, 호소카와 다카쿠니와 우라가미 무라무네는 전투에서 패배, 전사하고 말았다. 이를 오모노 쿠즈레(大物崩れ)라고 부른다. 호소카와 하루모토와 미요시 모토나가는 교토를 탈환하였다.

#### 기자와 나가마사 ・ 미요시 마사나가와의 전투
덴분(天文) 원년(1532년), 원수인 호소카와 다카쿠니를 친 호소카와 하루모토는 제12대 쇼군 ・ 아시카가 요시하루와 화해를 추진하였고, 사카이 구보 아시카가 요시쓰나를 비호해왔던 미요시 모토나가는 이간질을 시작하였다. 또한 하타케야마 요시타카(畠山義堯, 하타케야마 소슈 가畠山総州家)의 가신이었던 기자와 나가마사(木沢長政)가 요시타카를 제치고 호소카와 하루모토에게 접근하였고 모토나가의 종삼촌인 미요시 마사나가(三好政長)도 호소카와 하루모토에게 동조하였다. 하타케야마 요시타카와 모토나가로부터는 두 차례에 걸쳐 기자와 나가마사의 거성인 가와치(河内)의 이모리 산성(飯盛山城)을 공격당하였으나, 하루모토의 요청으로 봉기한 잇코잇키(一向一揆)가 배후에서 모토나가를 습격해, 하타케야마 요시타카를 자결로 몰아갔고, 나아가 미요시 씨의 근거지였던 법화종(法華宗) 사찰 이즈미 겐혼지(和泉顕本寺)도 습격, 모토나가도 자결로 내몰리고 만다. 이모리 산성 전투(飯盛山城の戦い)이다.

### 미요시 나가요시와 호소카와 하루모토

#### 기자와 나가마사 ・ 미요시 마사나가와의 싸움
미요시 종가는 모토나가의 적남인 미요시 나가요시(三好長慶)가 잇도록 되어 있었으나, 나가요시는 당시 10세의 어린 나이였고 미요시 씨는 일시 후퇴하였다.
요시쓰나도 교로쿠 ・ 덴분의 난의 혼란을 틈탄 하루모토 등에 의해 아와로 옮겨졌고 아와 구보(阿波公方)라 불리게 되었으며, 요시하루와 화목하던 하루모토가 정권을 쥐었고 하루모토의 측근으로써 미요시 마사나가(三好政長) ・ 기자와 나가마사 등이 대두되게 된다.
그러나 나가요시는 장성하여 지용을 겸비한 무장으로 자라났고, 가와치 슈고다이로 기나이에 강한 세력을 떨치고 있던 유사 나가노리(遊佐長教, 하타케야마 미슈 가畠山尾州家의 가신이다)의 딸을 측실로 맞이하고 덴분 8년(1539년) 미요시 종가의 본거지를 아와 국에서 셋쓰 고시미즈 성으로 옮기기로 결단하였다.
셋쓰에서 힘을 키웠던 나가요시는 시코쿠(四国)의 유수(留守)를 맡고 있던 아와의 동생 미요시 짓큐(三好実休)나 아와지의 아타케 후유야스(安宅冬康), 사누키(讃岐)의 소고 가즈마사(十河一存) 등과 협력, 덴분 11년(1542년) 기자와 나가마사 등 아버지의 원수 세력들을 차례대로 격파하고 호소카와 집안 내에서 아버지 이상의 세력을 쌓아올렸다. 다이헤이지 전투(太平寺の戦い)이다.
덴분 18년(1549년) 나가요시는 유사 나가노리의 원군을 얻은 가운데 호소카와 다카쿠니의 양자 우지야스(氏綱)를 옹립해 호소카와 하루모토에게 반기를 들었고, 하루모토의 세력을 군사적인 측면에서 지지하고 있던 미요시 마사나가를 셋쓰의 에구치(江口)에서 쳐부수었다(에구치 전투). 쇼군 ・ 아시카가 요시하루(足利義晴)와 호소카와 하루모토는 오쓰(大津)로 달아나고 정권이 붕괴된 결과, 나가요시는 센고쿠 다이묘(戦国大名)로써 이름을 떨치게 되었다.

#### 호소카와 하루모토 ・ 롯카쿠 사다요시와의 싸움
덴분 19년(1550년) 5월, 아시카가 요시하루가 사망하고, 그 아들 아시카가 요시테루(足利義輝)는 롯카쿠 사다요리를 에보시오야(烏帽子親)로 하여 원복(元服)을 행하였으나, 나가요시와는 적대하고 있었다. 나가요시는 아시카가 요시테루와 싸워서 그를 오미로 내쫓고 기나이(셋쓰, 가와치, 야마토, 단바, 야마시로, 이즈미)나 시코쿠(아와, 사누키, 아와지)를 합쳐 9개 구니와 하리마(播磨)、이요(伊予)、도사(土佐)의 일부를 지배하는 거대 다이묘로까지 성장하였다.

### 미요시 정권

#### 아시카가 요시테루 ・ 롯카쿠 사다요리와의 화해
덴분 21년(1552년) 1월, 미요시 나가요시는 호소카와 우지쓰나를 간레이로 삼는다는 조건으로 아시카가 요시테루와 화목하고 요시테루는 교토로 돌아왔다. 이듬해 덴분 22년(1553년) 요시테루는 하루모토와 협력하여 나가요시와의 전투를 시도하였으나 패하고 다시금 오미의 구치키(朽木)로 달아났고 이후 5년 동안을 이 땅에서 보냈다. 한편 망명 중이던 덴분 23년(1554년) 2월 12일에 이름을 요시테루로 바꾸었다.
에이로쿠(永禄) 원년(1558년) 나가요시는 아시카가 요시테루와 화목하고 막부 쇼반슈(相伴衆)로써 제13대 쇼군 ・ 아시카가 요시테루를 추대, 요시테루 － 호소카와 우지야스 － 미요시 나가요시라는 체제로 이행하였다. 그러나 실권은 여전히 나가요시가 쥐고 있었고 나가요시는 이후 제15대 쇼군 아시카가 요시아키(足利義昭)를 추대한 오다 노부나가(織田信長)와 마찬가지로、교토로 상경해 머무르고 있던 무로마치 쇼군의 역할인 기나이 지역의 지배와 지방 다이묘의 통제를 직접적으로 맡은、센고쿠 시대 최초의 덴카비토(天下人)라 불리게 된다.

#### 미요시 정권의 거점
- 미요시 당주
  - 미요시 나가요시 - (아와 시바후 성芝生城 → 셋쓰 고시미즈 성 → 셋쓰 아쿠타카와 산성(芥川山城) → 가와치 이이모리 산성(飯盛山城）
  - 미요시 요시오키(三好義興) - (셋쓰 아쿠타카와 산성)
  - 미요시 요시쓰구(三好義継) - (가와치 이이모리 산성 → 가와치 다카야 성(高屋城) → 가와치 와카에 성(若江城))
- 친족의 거점
  - 미요시 짓큐(三好実休) ‐ 아와 쇼즈이 성(勝瑞城) → 가와치 다카야 성
  - 소고 가즈마사(十河一存) ‐ 사누키 소고 성(十河城)의 성주
  - 아타케 후유야스(安宅冬康) ‐ 아와지 스모토 성(洲本城) 성주
- 정권 붕괴 후
  - 미요시 나가하루(三好長治) ‐ 아와 쇼즈이 성주
  - 소고 마사야스(十河存保) ‐ (아와 쇼즈이 성→소고 성→히키타 성引田城)
- 인척 일족의 거점
  - 유사 나가노리(遊佐長教) - 가와치 와카에 성(若江城) 성주
  - 하타노 다네미치(波多野稙通) - 단바 하치노우에 성(丹波八上城)
- 정치적 숙적들의 거점
  - 기자와 나가마사(木沢長政) - (가와치 이이모리 산성、야마토 진키 산성大和信貴山城) - 덴분 11년(1542년) 전사하였다
  - 미요시 마사나가(三好政長) - (셋쓰 에나미 성榎並城） - 덴분 18년(1549년) 전사하였다
  - 벳쇼 나리하루(別所就治) - 하리마 미키 성(三木城) 성주 - 덴분 24년(1555년) 항복하였다
  - 하타케야마 다카마사(畠山高政) - 가와치 다카야 성 - 에이로쿠 3년(1560년) 성이 함락되었다
  - 롯카쿠 요시카타(六角義賢) - 오미 간논지 성(近江観音寺城)

#### 다카모리와 일족의 죽음
나가요시는 렌카(連歌)를 몹시 좋아하였고 선불교에 심취하여 겐지 이야기(源氏物語) 등의 고전을 가까이 하는 풍아한 무사이기도 하였다. 또한 기리시탄에 대해서도 관용한 대응을 보이는 등 불교(종파에 관계없이)와 신토(神道), 그리스도교 등 폭넓은 종교를 인정하였다. 때문에 불교 내부의 대립(법화종과 일향종)도 잠잠해졌다. 또한 유능한 동생들을 각재각소에 배치하여 거대해진 세력을 통치하였다. 오닌의 난 이후의 길었던 전란으로 황폐해진 교토를 부흥시키고, 사카이(堺)의 마을을 일대 교역항으로써 정비하는 등 정력적인 활동을 벌였다.
그러나 옛 세력의 대항은 멈추지 않았고, 가와치 ・ 기이(紀伊)의 슈고로 3대 간레이의 하나였던 하타케야마 씨의 하타케야마 다카마사、남부 오미의 반국 슈고(半国守護)로 호소카와 하루모토의 종형제였던 롯카쿠 요시카타 등은 반(反)미요시 군세를 일으키기도 하였다. 이러한 전투 와중에 구메타 전투(久米田の戦い, 지금의 기시와다 시)에서 동생 짓큐를 잃었고 적남 ・ 요시오키나 자신의 동생들(소고 가즈마사、아타케 후유야스)에 이어、자신도 에이로쿠 4년(1564년) 43세의 나이로 세상을 떠났다.

### 미요시 나가요시 사후의 미요시 씨

#### 쇼군 암살

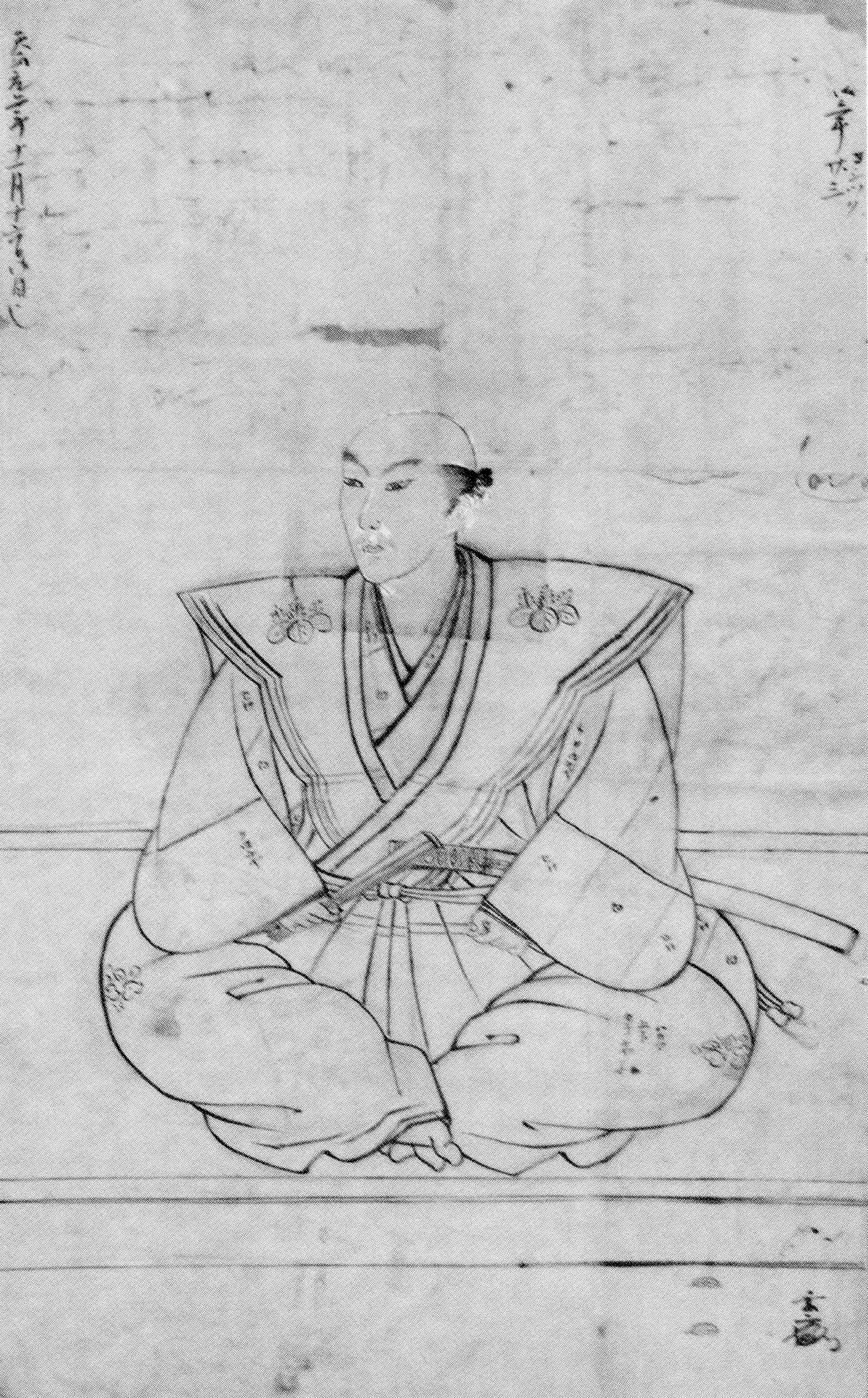
미요시 요시쓰구

나가요시 사후, 미요시 씨의 가독은 나가요시의 조카이자 양자인 미요시 요시쓰구(소고 가즈마사의 아들)가 이었다. 그러나 요시쓰구는 나이가 아직 어렸고 미요시 정권은 요시쓰구의 후견인이었던 미요시 나가야스(三好長逸) ・ 미요시 마사야스(三好政康) ・ 이와라니 도모미치(岩成友通) 등 미요시 산닌슈(三好三人衆)와 마쓰나가 히사히데(松永久秀)에 의한 연립 정권이 수립된다.
한편、나가요시의 꼭두각시로써 군림하고 있던 쇼군 아시카가 요시테루는 나가요시의 죽음을 호기로 보고 오래 전부터 친밀한 관계에 있던 우에스기 겐신(上杉謙信) ・ 다케다 신겐(武田信玄) ・ 아사쿠라 요시카게(朝倉義景) 등 여러 다이묘들에게 교토 상경을 명하였으며 막부 재건을 목표로 적극적인 활동을 펼쳐 나가게 된다. 이러한 요시테루의 활동에 위기감을 느낀 미요시 산닌슈는 결국 에이로쿠 8년(1565년) 5월 19일, 쿠데타를 일으켜 쇼군 요시테루를 니조성(二条城)에서 암살해버렸다(에이로쿠의 변).

#### 내분 ・ 정권 붕괴
그러나 연립정권 내에서도 마쓰나가 씨의 세력을 위기라고 보고 있던 미요시 산닌슈는 에이로쿠의 변이 있고 7개월 뒤인 에이로쿠 8년(1565년) 12월 히사히데에게 쓰쓰이 성(筒井城)을 빼앗기고(쓰쓰이 성 전투) 방랑하고 있던 쓰쓰이 스미요시(筒井順慶) 등 야마토의 고쿠진슈(国人衆)들과 손을 잡고 야마토를 침공, 히사히데를 치려고 하였다. 이로 인해 미요시 산닌슈와 히사히데의 대립이 첨예화되었다. 또한 단바의 다이묘가 되어 있던 히사히데의 동생인 나가요리(長頼)가 하기노 나오마사(荻野直正)에게 패하고 물러났다. 연립정권이 단바를 잃은 사건이었다.
한편 요시테루에게는 출가한 동생 ・ 가쿠케이(覚慶)가 있었는데 요시테루의 옛 신하들에게 옹립되어 에이로쿠 9년(1566년) 2월에 환속해 아시카가 요시아키(足利義秋)라 이름하고 에이로쿠 9년(1566년) 4월 21일에 종5위하 ・ 사바노카미(左馬頭, 차기 쇼군이 취임하는 관직이기도 했다)로 서위 ・ 임관하였다. 이에 대해 미요시 산닌슈는 앞서의 사카이 구보(堺公方)였던 아와 구보 ・ 아시카가 요시쓰나의 아들인 아시카가 요시히데(足利義栄)를 제14대 쇼군 후보로 옹립하고 에이로쿠 10년(1567년) 1월에 요시히데는 종5위하 ・ 사바노카미(左馬頭)로 서임되었다.
산닌슈는 마쓰나가 히사히데와의 전투에서 미요시 가문의 당주였던 미요시 요시쓰구를 끼고 에이로쿠 9년(1566년) 9월에는 아와 ・ 사누키의 군세를 거느린 짓큐의 아들 미요시 나가하루(三好長治)、그 중신인 시노하라 나가후사(篠原長房)、미요시 쇼간(三好笑岩, 미요시 야스나가)、아와 호소카와 가의 호소카와 사네유키(細川真之)、쇼군 후보방(将軍候補方) ・ 아시카가 요시히데도 합류하여 압도적인 우세를 점하였다. 그러나 에이로쿠 10년(1567년) 4월에 당주 요시쓰구가 돌연 도망쳐서 히사히데에게 보호를 요구하였다. 이로 해서 히사히데측은 한숨 돌렸지만 여전히 열세에 있었다(도다이지 대불전이 전소된 사건으로 유명한 도다이지 대불전 전투도 이 무렵에 일어났다). 미요시 산닌슈측에 서있던 시노하라 나가후사(篠原長房)는 히사히데측의 셋쓰 고시미즈 성을 빼앗고 이곳을 거점으로 야마토 및 각지를 돌며 전쟁을 벌였다. 이 시기의 나가후사에 대해 선교사 루이스 프로이스는 저서 『프로이스 일본사』에서 「이 무렵, 그들(미요시 산닌슈) 이상의 세력을 가지고 그들을 관할하다시피 한 것은 시노하라도노(篠原殿)로 그는 아와 국에 있어서 절대적(권력을 가진) 집정이었다」라고 기록하고 있다.
에이로쿠 11년(1568년) 2월, 아시카가 요시히데(足利義栄)는 제14대 쇼군으로 취임하였다.

#### 오다 노부나가와의 전쟁
미요시 정권 내부에서 내분이 계속되는 가운데 에이로쿠의 변에서 호소카와 후지타카(細川藤孝) ・ 잇시키 후지나가(一色藤長) 등 막신(幕臣)의 원조를 받아 도망치는데 성공한 아시카가 요시아키(足利義昭)는 오와리(尾張) ・ 미노(美濃) 지역을 영지로 다스리며 세를 떨치던 오다 노부나가(織田信長)의 원조를 받아 에이로쿠 11년(1568년) 9월에 교토 상경을 개시하였다.
내분에 휩싸여 하루를 보내던 미요시 정권은 노부나가의 침공을 막기 위해 간레이직을 주는 조건으로 롯카쿠 요시카타(六角義賢)를 아군으로 끌어들여 이를 막고자 하였으나, 요시카타는 노부나가의 침공을 막지 않고 패해버렸다(간논지 성 전투).
미요시 요시쓰구와 마쓰나가 히사히데는 오다 노부나가와 내통하였고, 이로 해서 산닌슈는 패주하고 시노하라 나가후사도 고시미즈 성을 버리고 아와로 물러났다. 오다 노부나가는 교토 상경을 완수하고 아시카가 요시아키가 15대 쇼군으로 취임하였다. 미요시 산닌슈에게 옹립되었던 쇼군 아시카가 요시히데는 9월 아와에서 병사하였다.
에이로쿠 12년(1569년) 1월, 미요시 산닌슈의 미요시 쇼간은 아와에서 상륙해 아시카가 요시아키를 급습하였으나 딱 한 발치를 남겨놓은 시점에서 실패하였다. 혼고쿠지의 변(本圀寺の変)이라고 한다.
겐키(元亀) 원년(1570년) 7월, 미요시 산닌슈 ・ 미요시 쇼간 등이 아와에서 다시금 상륙하여 노다(野田) ・ 후쿠시마(福島)로 병사를 들었으나 노부나가는 이를 5만의 군사로 공격하였는데 혼간지(本願寺)의 조력까지 얻어 격전 끝에 노부나가는 격퇴되고 또한 오미에도 전란의 조짐이 일었으나 그해 9월에 오다 노부나가는 철퇴하였다(노다 ・ 후쿠시마 성 전투). 이 노부나가의 철퇴와 비슷한 시기에 시노하라 나가후사가 다시금 나가하루 ・ 사네유키를 받들어 아와 ・ 사누키의 군사 2만을 거느리고 셋쓰로 상륙、셋쓰와 이즈미(和泉)를 석권하였으나, 노부나가는 조정에 대한 공작을 실시해 오기마치 천황(正親町天皇)으로부터 「강화알선을 희망한다」는 말을 얻어내고 11월 30일에 대화가 진행되었고 12월 14일에 화목이 성립되어 오미에 있어 아자이 나가마사(浅井長政)、아사쿠라 요시카게、롯카쿠 요시카타의 철병과 함께 나가후사도 아와로 군을 물렸다.
겐키 2년(1571년) 5월에는 시노하라 나가후사는 아와 ・ 사누키 군세를 이끌고 노부나가와 결탁한 모리 씨(毛利氏)의 압박을 받고 있던 우라가미 무네카게(浦上宗景)의 요구에 응해 비젠(備前) 고지마 군(児島郡)으로 상륙한다. 혼타이 성 합전(本太城合戦)이다. 그 해 9월에도 나가후사는 아와 ・ 사누키 군세를 거느리고 셋쓰로 상륙、 아라키 무라시게(荒木村重)、 나카가와 기요히데(中川清秀)、 미요시 요시쓰구、 마쓰나가 히사히데(미요시측)와 함께 와다 씨(和田氏, 아시카가 ・ 오다측)의 셋쓰 다카쓰키 성(高槻城)을 포위한다. 시라이가와라 전투(白井河原の戦い)이다.
겐키 3년(1572년)무렵에는 아시카가 요시아키와도 반(反) 오다 노부나가 노선이 일치、겐키(元亀) 4년(1573년)무렵에는 미요시 가의 세력 범위는 요도후루 성(淀古城)이 있는 야마시로 국(山城国)까지 도달한다.

#### 본국 아와 ・ 사누키의 붕괴
그러나 겐키 4년(1573년) 5월, 시노하라 나가후사는 주군 미요시 나가하루 ・ 호소카와 사네유키로부터 그 거성인 가미사쿠라 성(上桜城)을 공격당했고 항전 끝에 7월에 자결해버렸다. 가미사쿠라 성 전투이다. 이로 인해 미요시 가문은 통솔력은 물론 아와에서의 지지도 잃고 지배하에 있던 사누키의 고쿠진(国人) ・ 가가와 씨(香川氏)、가자이 씨(香西氏)를 비롯해 본국인 아와의 고쿠진들까지도 미요시 씨를 등지게 되었으며, 본국 아와의 원군을 얻을 수 없게 된 미요시 산닌슈 ・ 미요시 쇼간 ・ 미요시 요시쓰구 ・ 마쓰나가 히사히데는 기나이에서 고립되고 만다.
미요시 산닌슈는 계속해서 노부나가에게 저항하였으나, 덴쇼(天正) 원년(1573년) 말까지 차례대로 패하고 흩어졌다(제2차 요도후루 성 전투). 또한 아시카가 요시아키를 숨겨주었다는 이유로 당주 ・ 미요시 요시쓰구까지도 같은 해 11월에 노부나가에게 공격당하였다(와카에 성 전투). 덴쇼 2년(1574년) 1월에 마쓰나가 히사히데가 오다 노부나가에게 항복하고 덴쇼 3년(1575년) 4월에는 혼간지의 지원을 받고 있던 셋쓰 니이보리 성(新堀城)의 소고 가즈유키(十河一行)、가자이 나가노부(香西長信)가 패사하고 가와치의 다카야 성에 있던 미요시 쇼간도 항복(다카야 성 전투), 미요시 씨는 미요시 나가요시가 쌓아올렸던 기나이에서의 세력을 완전히 상실하였다.
그 뒤 기나이로부터 완전히 철수한 아와 미요시 씨 당주 미요시 나가하루는 덴쇼 5년(1577년)에 조소카베 모토치카(長宗我部元親)의 조력을 얻은 호소카와 사네유키와 아와 아라타노(阿波荒田野)에서 싸워 전사하고, 나가하루의 죽음으로 아와에 남아 있던 아와 미요시 씨는 멸망하였다. 남아있던 미요시 일족은 사누키에서의 소고 마사야스(十河存保)뿐이었다. 그해 5월에 소고 마사야스가 아와 쇼즈이 성(勝瑞城)에 들어왔고, 동시에 미요시의 옛 영지였던 아와 ･ 사누키를 영유하는 것도 조소카베 모토치카나 오다 노부나가의 세력에 눌려 조소카베씨(長宗我部氏)에게 아와 일부를 침략당하였다. 거의 미요시 단독으로는 맞설 수 없을 정도로 세력을 떨치고 있던 조소카베 씨를 막을 수 없다는 것을 깨달은 마사야스는 오다 노부나가에게 항복, 오다 정권 산하의 다이묘가 되었다.

#### 그 뒤의 미요시 가
미요시 씨로써 살아남은 미요시 야스나가는 노부나가의 가신이 되어、가와치의 일부에 영지를 받았다. 야스나가는 당시 노부나가의 가신이었던 하시바 히데요시(羽柴秀吉)의 조카를 양자로 맞았는데、훗날 양자관계가 해소되어 이후 소식은 알 수 없게 되었다. 다카노 엣추(高野越中)、야스이 기나이(安井喜内)라고 하는 야스나가의 가신들은 와카에 8인중(若江八人衆)으로써 야스나가의 양자가 된 히데요시의 양자 히데쓰구(秀次)에게 출사하였다.
미요시 요시오키의 적남으로 원래대로 라면 미요시 적류 대우를 받아야했던 미요시 요시스케(三好義資)는 미요시 야스나가의 조카인 히라타 무라아키(横田村詮)를 의지해 미코(米子)로 옮겨갔다고 전해지고 있다. 그러나 미코 소동(米子騒動)으로 히라타 일족이 멸망당하고 요시스케의 아들 ・ 요시쓰구(義紹)도 이 전투 와중에 전사하였다고 한다. 살아남은 요시쓰구의 장남 ・ 요시노부는 성을 이나다(稲田)로 바꾸고 귀농했으며、둘째 아들 나가마사(長政)는 성을 바꾸고 조닌(町人)이 되었다고 한다.
소고 마사야스는 혼노지의 변(本能寺の変) 이후에 「미요시 요시카타」(三好義堅)로 이름을 바꾸고 미요시 씨를 계승할 의사를 표명하였으나 시코쿠 전역을 지배하고 있던 조소카베 씨의 공세를 버티지 못하고 덴쇼 12년(1584년) 6월에 소고 성(十河城)과 도라마루 성(虎丸城)은 조소카베 모토치카에 의해 함락, 마사야스는 오사카(大坂)의 하시바 히데요시를 의지해 내려갔다(제2차 소고 성 전투). 훗날 도요토미 씨(豊臣氏)에 의한 시코쿠 공격 이후의 국분(国分) 과정에서 사누키 국내에 영지를 받고 「소고 씨」(十河氏)의 이름으로 존속하게 되었는데 이는 동시에 히데요시의 방침에 의한 것으로 「미요시 씨」의 계승권을 부정한다는 것이었다. 그 지위도 도요토미 씨 휘하의 센고쿠 히데히사(仙石秀久)의 기기(寄騎), 라는 취급이었다. 그 뒤 마사야스는 덴쇼 14년(1586년)에 규슈 헤쓰기가와 전투(戸次川の戦い)에서 센고쿠 씨를 따라 종군하였으나 전사하고 개역당하였다. 마사야스의 적남 소고 지주마루(十河千松丸)는 사누키의 영지를 받은 이코마 지카마사(生駒親正)에게 길러졌으나 히데요시를 알현하고 나서 얼마 되지 않아 젊은 나이로 사망하였다. 게이초(慶長) 20년(1615년)에 마사야스의 아들 ・ 소고 마사히데(十河存英)는 오사카 여름의 진(大坂夏の陣)에서 전사하였다.
야스나가의 가신이었던 미요시 후사카즈(三好房一)도 히데요시에게 출사하여 세키가하라 전투(関ヶ原の戦い) 이후에는 에도 막부(江戸幕府)의 하타모토(旗本)가 되어 2,300석을 영지로 거느렸으나 후사가 없어서 폐절되었다.
마사나가의 계통인 미요시 이잔(三好為三, 미요시 마사카쓰三好政勝、미요시 가즈토三好一任）는 도쿠가와 씨(徳川氏)에 출사해 그 자손도 하타모토로서 존속했다. 그 형인 미요시 산닌슈의 한 사람 ・ 미요시 소이(三好宗渭)는 노부나가에 의해 기나이에서 쫓겨난 뒤의 동향을 알 수는 없지만 미요시 요시쓰구의 누이동생의 아들(친아버지는 다라오 쓰나토모多羅尾綱知)에 해당하는 미요시 이카쓰(三好生勝)를 길렀다고 전하고 있다. 이카쓰는 오다 노부나가에 이어 도요토미 히데요시에게 출사한 뒤에 구로다 나가마사(黒田長政)의 가신이 되어 그 자손은 아자이 씨(浅野氏)에 출사해 히로시마 번(広島藩)의 번사로써 막부 말기까지 존속하였다. 이밖에도 다이묘 가문에 출사하여 살아남은 서출 계통의 미요시 후손도 존재하고 있다.
또한 가가와 현(香川県)의 전승에 따르면 본류인 미요시 요시쓰구의 적남 ・ 요시카네(義兼)、차남 ・ 요시시게(義茂) 형제는 사누키 국 이부키 섬(伊吹島)으로 달아나서 그곳에 토착하였다고 한다. 이코마 씨(生駒氏)가 사누키를 다스리던 시대에 요시카네의 손자 ・ 요시키요(義浄)는 이코마 씨로부터 만도코로(政所)가 발급한 오스미쓰키(お墨付き)을 받았고 이후 대대로 사쿠고에몬(作右衛門)이라는 이름을 써 왔다고 한다. 이부키 섬의 이부키 하치만 신사(伊吹八幡神社)에는 오늘날에도 80기(騎)까지 줄어든 요시카네 주종(主従)이 이부키 섬에 와서 신궁에 맹서의 글을 바쳐 올리는 모습을 그린 에마(絵馬)가 남아 있다.
또한 요시쓰구의 셋째 아들인 미요시 나가모토(三好長元)가 있어 그 아들 미요시 나가쓰구(三好長継)는 미요시 나가야스(三好長逸)의 딸을 계실로 맞이하였다. 나가쓰구와 나가야스의 딸 사이에 태어난 미요시 와카사노카미(三好若狭守)는 사에키 번(佐伯藩) 번주 모리 다카마사(毛利高政)에게 출사해 모리라는 묘지(名字)를 사용하는 것을 허락받고 그 중신이 되었다. 와카사노카미의 자손은 사에키 번사 미요시 씨로써 이어졌다. 다만 연대적으로는 맞지 않는 부분도 있어서 나가모토는 요시쓰구의 셋째 아들이 아니라 미요시 집안 서류 일족 사람으로 보는 설도 있다.
따로 유키 히데야스(結城秀康)의 다섯째 아들 ・ 마쓰다이라 나오모토(松平直基)의 어머니 ・ 후료인(品量院)은 「미요시 에치고노카미 나가토라」(三好越後守長虎)라는 자의 딸이었다고 전하고 있다. 에치고노카미 나가토라가 나가야스의 아들 나가토라(長虎)와 동일인물이라는 설도 있으나 알 수 없다.
미요시 씨는 아니지만 그 성을 빌린 자로써는 사나다 노부시게(真田信繁)의 셋째 아들 ・ 미요시 유키노부(三好幸信)가 있었다. 유키노부의 어머니 료세이인(隆清院)은 미요시 야스나가(三好康長)의 양자가 되기도 했던 도요토미 히데쓰구(豊臣秀次)의 딸이다. 사나다 성(真田姓)을 쓰는 것을 꺼려서 외할아버지인 히데쓰구의 옛 성인 미요시 씨를 칭한 것으로 미요시 사지로(三好左次郎)라 하였다. 그 뒤 이와시로 노부타카(岩城宣隆)에게 출사하여 미요시 사마노스케 유키노부(三好左馬之介幸信)라 칭하였다.